# サント＝レーヌ＝ド＝ブルターニュ
サント＝レーヌ＝ド＝ブルターニュ （Sainte-Reine-de-Bretagne）は、フランス、ペイ・ド・ラ・ロワール地域圏、ロワール＝アトランティック県のコミューン。

## 地理

県におけるサント＝レーヌの位置

歴史家エルワン・ヴァレリーのブルターニュ区分によれば、サント＝レーヌは伝統的にはブリエール地方に入り、歴史的な地方区分ではペイ・ナンテに含まれる。サント＝レーヌは広大なブリエール湿地の北東部に位置する。サン＝ナゼールの25km北、ルドンの40km南、ナントの北西65kmにある。
周辺のコミューンは、ミシヤック、ポンシャトー、クロサック、サン＝ジョアシャン、ラ・シャペル＝デ＝マレである。
1999年にINSEEがまとめた順位表によれば、サント＝レーヌは都市圏に含まれる農村型コミューンで、サン＝ナゼール都市圏の一部である。

## 人口統計
| 1962年 | 1968年 | 1975年 | 1982年 | 1990年 | 1999年 | 2006年 | 2012年 |
| ------ | ------ | ------ | ------ | ------ | ------ | ------ | ------ |
| 1260   | 1303   | 1497   | 1768   | 1779   | 1682   | 1789   | 2202   |

source=1999年までLdh/EHESS/Cassini、2004年以降INSEE